# 拉奇基 (丘德尼夫區)
49°57′35″N 28°21′26″E / 49.95972°N 28.35722°E
拉奇基（烏克蘭語：Рачки）是位於烏克蘭北部日托米爾州裏日托米爾區的村莊，面積3.6平方公里，海拔高度240米，2001年人口571，人口密度每平方公里158.66人。